# Liste der Flüsse in Manitoba
Die Liste der Flüsse in Manitoba zählt diejenigen Flüsse auf, die ganz oder teilweise in der kanadischen Provinz Manitoba liegen. Sie ist nach Einzugsgebieten gegliedert. Seen werden dann mit Kursivschrift aufgezählt, wenn Flüsse in sie einmünden, um die Flusssysteme (ohne kleinere Fließgewässer) Manitobas darzustellen. Ebenfalls kursiv werden jene Flüsse dargestellt, die vollständig in anderen Provinzen Kanadas liegen, über die aber Flüsse Manitobas abfließen. Manitoba wird vollständig in die Hudson Bay entwässert.

## Mündung in Nunavut
- Thlewiaza River
  - Nueltin Lake
    - Putahow River
    - Seman River

  - Jonasson Lake
    - Little Partridge River
      - Dobson Lake
        - Caribou Hoof River

    - Buick River

## Mündung nördlich des Churchill River
Flusssysteme von Norden nach Süden:
- Egg River
- Dickins River
- Caribou River
  - Kirk River
  - Caribou Lake
    - Porter River

  - Gordon River
  - Cameron River
  - Robinson River
  - Roberts River
- Little Seal River
  - Clarke River
- Seal River
  - Big Spruce River
  - Steel River
  - Wolverine River
    - Naelin Lake
      - Duffin River

  - Shethanei Lake
    - Stanley River
    - McKay River
    - North Seal River
      - Johnson River
      - Bain Lake
        - Fergus River

    - South Seal River
      - Larsen River
      - Chipewyan Lake
        - Tadayi River

      - Umisko River
      - Stevens River
      - Big Sand Lake
        - Mistay River
          - Reeves River

        - Katimiwi River
- North Knife River
  - Dechanhooledezay River
- South Knife River

## Churchill River bis Nelson River
Flusssysteme von Nordwesten nach Südosten:
- Churchill River
  - Munk River
  - Dog River
    - Deer River

  - Crosswell River
  - Little Beaver River
    - Smith River

  - Little Churchill River
    - Assaikwatamo River
      - Bieber River

    - Abraham River
    - Waskaiowaka Lake
      - Okaw River
      - Akepapeskat River
      - Rasp River

  - Northern Indian Lake
    - Oldman River
    - Gauer River
      - Thorsteinson Lake
        - Muheekun River

      - Meethachos River
      - Gauer Lake
        - Mistutikumak River

  - kleiner unbenannter Flussabschnitt
    - Wood Lake
      - Keewatin River

  - Southern Indian Lake
    - Waddie River
    - Muskwesi River
      - Moss Lake
        - Little Sand River

    - Nitawikew River
    - Meestakamik River
    - Mulcahy Lake
      - Matoo River
        - Uyumihaywatik Lake
          - Wapiskowmuskayk River
          - Kaminayhikoskak River

      - Onaykawow River
        - Landing River

    - Muskeko River
    - Keespapiskaw River

  - Opachuanau Lake
    - Barrington River
      - MacBride River
        - MacBride Lake
          - North MacBride River

      - Hughes River
        - Wetikoeekan Lake
          - Wupanukamik River

        - Eagle River

  - Vermilion River
  - Granville Lake
    - Opuskowin River
    - Numakoos River
    - Keewatin River
    - Laurie River
      - Wheatcroft Lake
        - Onion River
          - Numakousis River

      - Mounteney Lake
        - Russell River

  - Allen Lake
    - Pisew River

  - Highrock Lake
    - Kiokayo River
    - Muskwu River
    - Nelson Lake
      - St. Pierre River
      - Kisayinew River
      - Newunetan River
      - Notokayo River
      - Wuchusk River

    - Pisew River
    - Apisicheemoosus River

  - Flatrock Lake
    - Kississing River

  - Pukatawagan Lake
    - Pukatawagan River
    - Little Pukatawagan River
    - Atukaskway River

  - Loon Lake
    - Loon River
      - Britton Lake
        - Mischachemakose River

  - Reindeer River (Saskatchewan)
    - Reindeer Lake
      - Paskwachi River
      - Sawbill River
      - Yellow Water River
      - Cochrane River
      - kleiner unbenannter Flussabschnitt
        - Weskuchanis Lake
          - Moyesse River
- Mast River
- White Whale River
- Numaykoos River
- Broad River
- Owl River

- Nelson River
  - Roblin River
  - Kaiskwasotasine River
  - Weir River
  - Angling River
    - North Angling River

  - Limestone River
    - Wasakamaw River

  - Kettle River
    - Butnau River

  - Assean River
    - Crying River
      - Hunting River

    - Assean Lake
      - Clay River

  - Split Lake
    - Aiken River
    - Ripple River
    - Mistuska River
    - Burntwood River
      - Odei River
        - Meridian River
          - Warnews River

        - Sapochi River
        - Harding Lake
          - Wapawukaw River
          - Pecheponakun River
            - Ochuleepis River

      - Manasan River
        - Ospwagan Lake
          - Taylor River

      - Wuskwatim Lake
        - Muskoseu River

      - Threepoint Lake
        - Footprint River
        - Rat River
          - Rat Lake
            - Reading River
            - Suwannee River

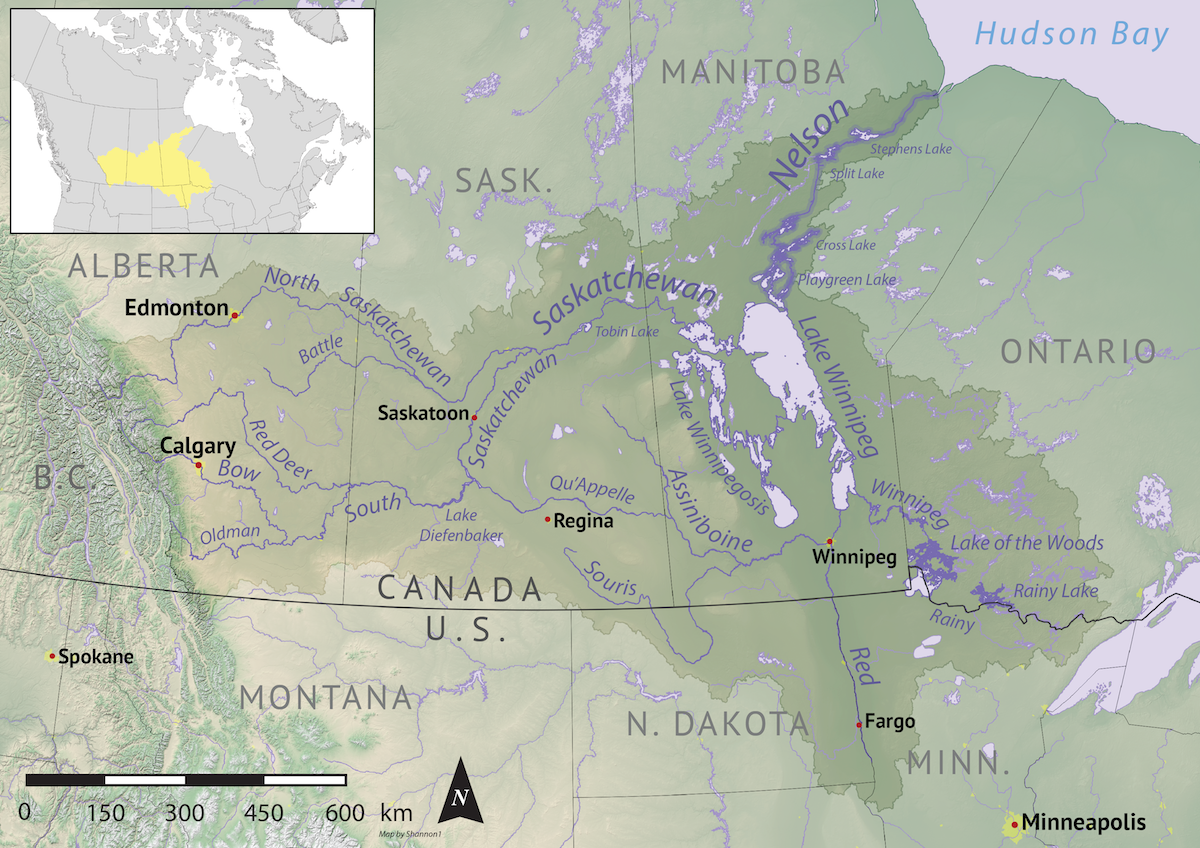
Das Einzugsgebiet des Nelson River

          - Aus dem Southern Indian Lake wird durch den South Bay Diversion Channel Wasser des Churchill River dem Flusssystem des Nelson River zugeführt.[1]

      - Wimapedi River
      - Apeganau River
      - Driftwood River
      - Burntwood Lake
        - Wheadon River
        - File River

  - Grass River
    - Halfway River
    - Mitishto River
    - Watts River
    - Missipisew River
    - Wuskatasko River

  - Goose Hunting River
  - Armstrong River
  - Machew River
  - Clearwater River
  - Landing River
  - Wetiko River
  - Sipiwest Lake
    - Puskwatinow River
    - Muhigan River

  - Cross Lake
    - Minago River
      - Hargrave River

    - Nelson River (East Channel)
      - Pickerel River
      - Echimamish River, eine Bifurkation, durch die Wasser aus dem Hayes River (s. unten) in das Flusssystem des Nelson River gelangt.[2]
      - Jack River
      - Gunisao River
        - McLaughlin River

      - Playgreen Lake

    - Nelson River (West Channel)
      - Kiskittogisu Lake
        - Kiskittogisu River

      - Playgreen Lake, dort trennen sich der östliche und der westliche Arm des Nelson River, die im Cross Lake (s. oben) wieder zusammenfließen.

    - Walker River
    - Mistasinni River

  - Winnipegsee
    - William River
    - Hungry River
    - Bélanger River
    - Saskatchewan River
      - Cedar Lake
        - Summerberry River
          - Moose River
            - South Moose Lake
              - North Moose Lake
                - Frog Creek
                  - Little Cormorant Lake
                    - Cormorant Lake
                      - Cowan River

        - Head River

      - Pasquia River
      - Carrot River
      - Whitefish River
        - Birch River
        - Culdesac River

      - Tearing River (Saskatchewan)
        - Cumberland Lake
          - Cross Lake
            - Whitey Narrows (Saskatchewan)
              - Namew Lake
                - Sturgeon-weir River (Saskatchewan)
                  - Goose River
                    - Athapapuskow Lake
                      - Pineroot River

    - Mukutawa River
      - Nanowin River
      - Makateshib Creek
        - Peetootegooyak River

      - Chachasee River

    - Poplar River
      - North Poplar River
      - McPhail River
      - Sigfusson Lake
        - Assinika River
          - unbenannter Fluss
            - Carr-Harris Lake
              - Pakayakamak River

      - Assapan River
        - Meandrine River
        - Kamanomeenekak Lake
          - unbenannter Fluss
            - unbenannter See
              - Kaneepeecheekopeeteekwayak River

        - unbenannter See
          - Kacheekapeekeeteekwayak River

      - Kamanomeeneekak River

    - Leaf River
      - South Leaf River

    - Berens River
      - Etomami River
        - North Etomami River

      - White Beaver River
      - Fishing Lake
        - Bradburn River

    - Warpath River
    - Pigeon River
      - Family Lake
        - Dogskin River

    - Dauphin River
      - Lake St. Martin
        - Fairford River
          - Branching River
          - Manitobasee
            - Crane River
            - Waterhen River
              - Snake River
                - Cross River, dieser verbindet Waterhen River und Snake River

              - Winnipegosissee
                - Mossy River
                  - Fork River
                  - Fishing River
                  - Dauphin Lake
                    - Valley River
                      - Drifting River

                    - Wilson River
                      - West Wilson River
                      - East Wilson River

                    - Vermilion River
                    - Ochre River
                    - Turtle River

                - Pine River
                  - Garland River
                  - North Pine River
                  - South Pine River

                - North Duck River
                  - Sclater River
                    - South Duck River

                  - Little Duck River
                  - West Duck River

                - Drake River
                - Pelican River
                - Overflowing River
                  - Santon River

                - Red Deer River
                  - Rice River
                  - Red Deer Lake
                    - East Branch Red Deer River
                    - West Branch Red Deer River
                    - Lost River
                    - Little Woody River
                    - Armit River
                      - Little Armit River
                      - Grassy River

                - Steeprock River
                - Point River
                - Salt River
                - Bell River
                - Shoal River
                  - Swan Lake
                    - Indian Birch River
                      - Wawayanagan River

                    - Woody River
                      - Caldon River
                      - Birch River
                      - Bowsman River

                    - Swan River
                      - Sinclair River
                      - Roaring River
                        - West Favel River
                          - East Favel River

                        - Little River

                    - Hay River

            - Whitemud River
              - Big Grass River

    - Bradbury River
    - Jackhead River
      - Lake St. David
        - Moorhen River

    - Mantagao River
    - Bloodvein River
      - Leyond River
      - Sasaginnigak River
        - Sasaginnigak Lake
          - Mikeeseewapeeko River

      - Gammon River

    - Fisher River
      - East Fisher River

    - Rice River
    - Wanipigow River
      - Broadleaf River

    - Manigotagan River
      - Manigotagan Lake
        - Ross River
        - Moose River

      - Garner River

    - Icelandic River
    - Sandy River
    - Black River
      - O’Hanly River
        - Wendigo River

      - Rabbit River

    - Drunken River
    - Winnipeg River
      - Maskwa River
      - Lac du Bonnet
        - Lee River
        - Bird River

      - Whitemouth River
        - Bog River
        - Birch River
          - Boggy River

      - English River
      - Whiteshell River
        - Rennie River
          - South Fork Rennie River

      - Lake of the Woods
        - Shoal Lake
          - Falcon River

        - Reed River

    - Brokenhead River
    - Red River of the North
      - Cross River
      - Seine River
      - Assiniboine River
        - Cypress River
        - Souris River
          - Blind River
          - Antler River

        - Little Souris River
        - Little Saskatchewan River
          - Rolling River
            - Whirlpool River

        - Oak River
        - Arrow River
        - Qu’Appelle River
        - Lake of the Prairies
          - Shell River
            - West Shell River
            - East Shell River

      - La Salle River
        - Elm River
        - West Branch La Salle River

      - Rat River
        - Marsh River
        - Sand River

      - Morris River
        - Little Morris River
        - Boyne River

      - Plum River
      - Marais River
      - Roseau River
        - Jordan River
          - North Branch Jordan River

      - Joe River
      - Pembina River
        - Little North Pembina River
        - Little Pembina River
        - Dry River
        - Long River
        - Badger Creek
          - Long River

        - Little Pembina River
        - North Pembina River

## Mündung östlich des Nelson River
Flusssysteme von Westen nach Osten:
- Hayes River
  - Pennycutaway River
    - Kanaskipenaski River

  - Gods River
    - Yakaw River
    - Rabbit Track River
    - Echoing River
      - Peckinow River
      - Wapikani River
        - Kapaskichipaksik River

      - Pechabau River
      - Sturgeon River
        - Hayhurst River

      - Pasquatchai River
      - Saketchekaw River
      - Kakitayoamisk River

    - Waterlily River
    - North Opuskiamishes River
      - South Opuskiamishes River

    - Red Sucker River
      - White Goose River
      - Stull River
        - Waninapikatanaw River
        - Asineechemasoo River
        - Patemaykwan River
        - Manashinue River
        - Stull Lake
          - Seeber River

      - Dyne Lake
        - unbenannter Fluss
          - Atikamaykus Lake
            - Atikamaykus River

      - Edmund Lake
        - Atim River
        - Wapawaka River
        - Wapikapow Lake
          - Mistatikamik River

        - Margaret Lake
          - Musketkwatik River
            - Micheekun River

      - Wapapiskwatayo Lake
        - Kanusasu River

      - Sharpe Lake
        - Pekwachkwaskwaypineewenik River

      - Namayopaskeetayhonik Lake
        - Mankoskapakayak River

      - Red Sucker Lake
        - York River
        - Pekwachnamaykoskwaskwaypinwanik Lake
          - Shorty River

    - Timeew River
    - Semmens River
    - Cook River
    - Gods Lake
      - Weekwaskan River
      - Mistuhe River
      - Knife River
        - Kapiskowuskwiatikos Lake
          - Kapiskowuskwiatikos River

      - Wesachewan River
        - Touchwood Lake
          - Mink River
            - Aswapiswanan Lake
              - Joint River
              - Bolton River
                - Bolton Lake
                  - Nikik River

              - Hungry River

          - Wapawukaw River

      - Kanuchuan River
        - Beaver Hill Lake
          - Stevenson River
            - Stevenson Lake
              - Matanagama River

          - Island Lake River
            - Island Lake
              - Mainland River
                - Begg Lake
                  - Saykapanow River

                - Bigstone Lake
                  - Wass River
                    - Wass Lake
                      - Red Water River

                  - Mosawgun River
                  - Oseepapkosik River

              - Akik River
              - Mukataywagus River
              - Cordeau Lake
                - Waskao River

              - Isbister River
              - Makataywachusk River
              - Kiaskos River
              - Peekwatana River
                - Wapisi River

              - Banksian River
                - Sadler River
                - Bourne River

              - Meegeesi River
              - Sagawitchewan River

  - Fox River
    - Stupart River
      - Kekayaw River
      - Karloske River
      - Grant River
      - Moosocheas River
      - Waposkwayan River

    - Gowan River
      - Nettini River

    - Sipanigo River
    - Bigstone River
      - Dafoe River
        - Fox Lake
          - Cyril River

      - Duncan River
        - Diana River

    - High Hill River
    - Utik River
    - Bear Lake
      - Kapayakwaskisoot River
      - Piskominahikoska River
      - Mahigan River
      - Kapakwawakak River

  - Tachipo River
  - High Hill River
  - Kokasanakaw River
  - Knee Lake
    - Keyask River
    - Wolf River
    - Kaneesatiki River

  - Kapakiskok River
  - Oxford Lake
    - Wapatakosanik River
    - Semple River
    - Minaposkitay River
    - Washikamov River
    - Oskatosko River
    - Carrot River

  - Opiminegoka Lake
    - Lawford River

  - Molson Lake
    - Molson River
    - Keepeewiskawakun River
- Machichi River
- Menahook River
- Fourteens River
- Mistikokan River
- Yakaw
- Mistasini River
- Chiman River
- West Nesayaketakayow River
- East Nesayaketakayow River
- Anabusko River
- Kichekokotik River
- Kaskattama River
- Apetaw River
- Iskwaso River
- Kamisak River
- Sakatawow River
- Kettle River
  - East Kettle River
- Black Duck River

## Mündung in Ontario
- Severn River (Ontario)
  - Sachigo River (Ontario)
    - Beaver Stone River

  - Cobham River
    - Gorman River
    - File River
    - Two Legged River
    - Warrington River
    - Wendigo Lake
      - Palsen River